# مونيكا كريستيان
مونيكا كريستيان (بالألمانية: Monika Dannemann)‏ (و. 1946 – 1996 م) هي متزلجة فنية ألمانية، ولدت في دوسلدورف، توفيت في ساسكس، عن عمر يناهز 50 عاماً، بسبب تسمم بأحادي أكسيد الكربون.

## وصلات خارجية
- مونيكا كريستيان على موقع IMDb (الإنجليزية)
- مونيكا كريستيان على موقع ميوزك برينز (الإنجليزية)
- مونيكا كريستيان على موقع أول ميوزيك (الإنجليزية)
- مونيكا كريستيان على موقع ديسكوغز (الإنجليزية)

- مونيكا كريستيان في قاعدة بيانات الأفلام على الإنترنت